# のら猫の日記
『のら猫の日記』（Manny & Lo）は、1996年のアメリカ映画。
サンダンス映画祭上映作品。

## ストーリー
16歳の少女ローは、里子に出された妹マニーを誘拐。二人は万引きなどをしながら生活をしていた。ある日、ローは妊娠していることに気づき、出産を手伝ってくれる人を必要だと思い、マタニティ・ショップで出会った中年女性のエレインを誘拐してしまう。

## キャスト
- マニー：スカーレット・ヨハンソン
- ロー：アレクサ・パラディノ
- エレイン：メアリー・ケイ・プレイス